# Vaginismo
El vaginismo es la dificultad de penetración y por consecuente la dificultad de realizar el coito, debido a la contracción involuntaria de los músculos del tercio inferior de la vagina. Se trata de una afección poco común. Sin embargo, las mujeres que padecen vaginismo pueden gozar de los juegos sexuales, y alcanzar el orgasmo ya que esta disfunción no está relacionada con la respuesta sexual.
La mayoría de las causas del vaginismo son psicológicas, como pueden ser la falta de información sexual o de comunicación, que conducen al miedo o temor; experiencias traumáticas, miedo al embarazo, temor a contraer enfermedades de transmisión sexual, experiencias dolorosas en la visita al ginecólogo, abusos sexuales, etcétera.

## Tipos de vaginismo
El vaginismo está clasificado en:
Vaginismo primario: Ocurre cuando una mujer nunca ha sido capaz de tener relaciones sexuales o lograr cualquier tipo de penetración. Es comúnmente descubierta en las adolescentes y mujeres en su veintena, pues es cuando la mujer intenta el uso de tampones, tener relaciones sexuales o cuando va al médico para practicarse una prueba de Papanicolaou. Una mujer puede tener vaginismo y no darse cuenta de que lo tiene hasta el momento en que intenta tener una relación sexual con penetración vaginal. Probablemente puede pensar que la penetración debe de ser naturalmente sencilla o puede que lo ignore debido a su condición, o puede deberse a otras causas como la aversión al sexo.
El vaginismo ha sido clasificado por Lamont en función de la gravedad de la situación. Describe cuatro grados de vaginismo: en el primero, la paciente presenta espasmos del suelo pélvico que puede aliviarse con reposo. En el segundo, el espasmo está presente y se mantiene por toda la pelvis incluso en reposo. En el tercero, la paciente eleva las nalgas para evitar ser examinada. En el cuarto (también conocido como grado 4 de vaginismo), la forma más severa de vaginismo, la paciente eleva las nalgas y retrae y cierra fuertemente los muslos para evitar ser examinada. Pacik amplió la clasificación de Lamont para incluir un quinto grado, en el que la paciente experimenta una reacción visceral como sudor, hiperventilación, palpitaciones, temblor, náuseas, vómitos, pérdida del conocimiento e incluso querer atacar al médico. La clasificación de Lamond sigue siendo empleada y permite la comunicación entre investigadores y terapeutas.
Aunque el músculo pubocoxígeo es comúnmente el principal músculo involucrado en el vaginismo, Pacik identificó dos músculos adicionales que están involucrados en pacientes sedadas. Estos son el bulbocavernoso y el puborrectal. Los espasmos del bulbocavernoso explican la queja de las pacientes acerca del dolor cuando intentaban mantener relaciones sexuales.
Vaginismo secundario: Ocurre cuando una mujer que previamente ha sido capaz de lograr la penetración vaginal normalmente, de repente se siente incapaz de ello. Esto puede ser por causas físicas —infecciones vaginales, trauma durante el parto, secuelas tras cirugía ginecológica, etc.— o por causas psicológicas. El tratamiento para este tipo es el mismo que para el primario, sin embargo, en estos casos, el hecho de que previamente se haya podido lograr una penetración de forma satisfactoria es un factor que predispone a que la afección se pueda solucionar con mayor rapidez.

## Tratamiento

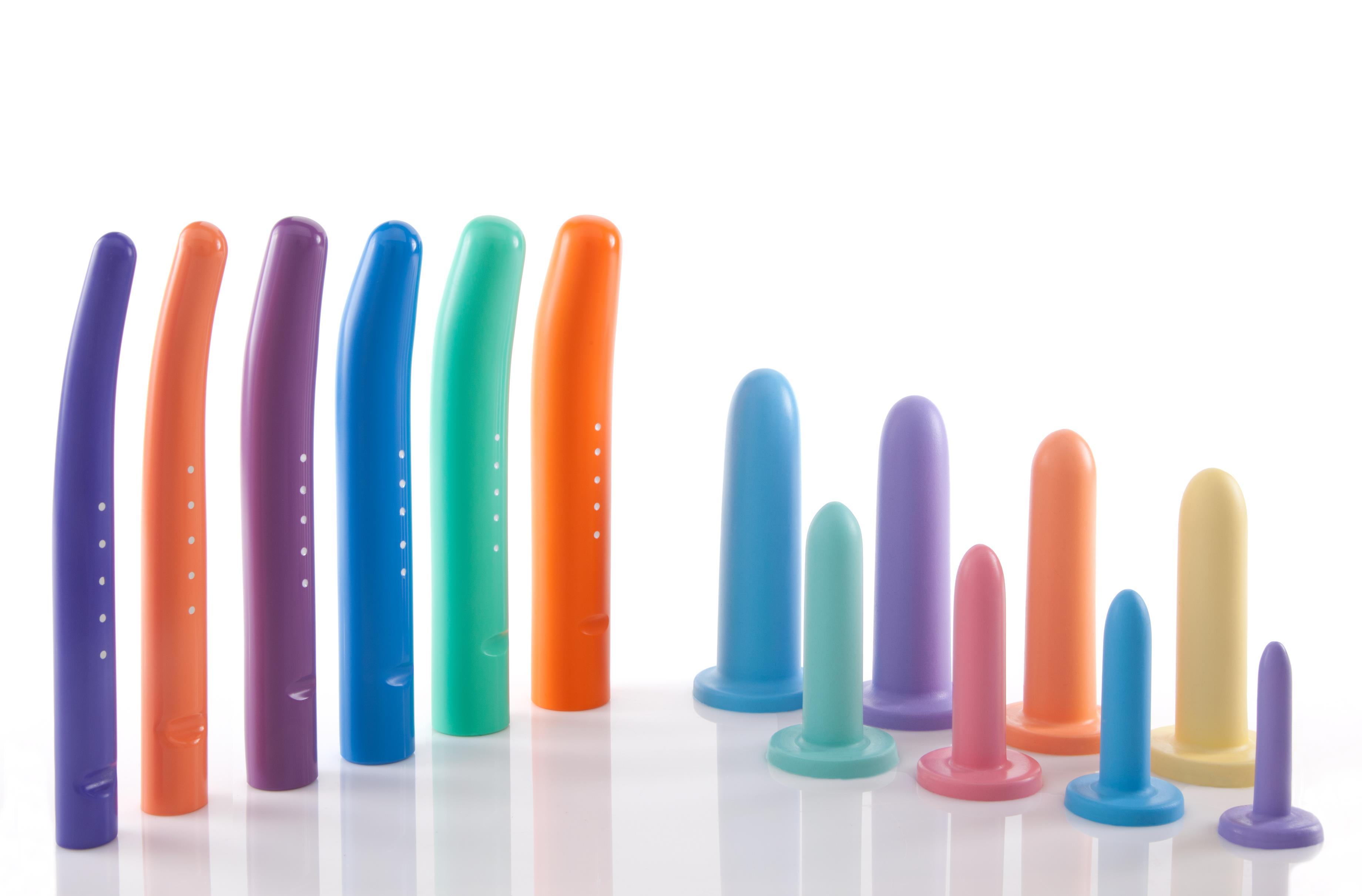
Set de dilatadores vaginales de plástico y de silicona.

Existe una gran variedad de factores que pueden contribuir al desarrollo del vaginismo. Estos pueden ser físicos, psicológicos o ambos, y el tratamiento requerido depende del motivo causante de la aparición de esta enfermedad. Como cada caso es diferente, es conveniente que la terapia sea individual.
Esta afección no empeora necesariamente por falta de tratamiento, a menos que la mujer continúe intentando la penetración a pesar del dolor. Algunas mujeres prefieren abstenerse de la práctica del sexo antes que buscar tratamiento para resolver el problema.
Aunque se han llevado a cabo pocas pruebas controladas, muchos estudios científicos prueban la eficacia del tratamiento para el vaginismo. En todos los casos en donde se ha utilizado la desensibilización sistemática, también conocida como dilatación, la tasa de éxito se estima entre el 90-95% e incluso el 100%.
Es recomendable que el vaginismo se trate tanto física como emocionalmente, ya que se trata de una condición fisio-psicológica.
Según los estudios cualitativos de Ward y Ogden sobre el vaginismo (1994), las tres causas principales son: 
- miedo al dolor durante la relación sexual;
- educación estricta y religiosa en donde el sexo fue mostrado como algo malo o no se discutía;
- experiencias traumáticas en la infancia (no necesariamente de naturaleza sexual).

En cuanto a la terapia psicológica que se puede ofrecer, esta se centra en la realización de una revisión de los mitos y las creencias relacionadas con el sexo y sobre todo los miedos y creencias relacionadas con las relaciones sexuales.
Es necesario la focalización y el trabajo sobre las obsesiones y los pensamientos negativos, para así poder afrontarlos y poder avanzar.
Los otros elementos principales que aparecen en este tipo de terapias son las preocupaciones respecto a la pareja y la desconfianza, y finalmente también aparece el dolor y la autoestima. 
Todos estos temas son tratados en la consulta psicológica junto con el entrenamiento de la autoexploración y la autoestimulación y técnicas de relajación muscular.

## Epidemiología
Los estudios epidemiológicos reales sobre el vaginismo no se han realizado hasta la fecha, debido a que el diagnóstico requiere de exámenes dolorosos que muchas mujeres probablemente evitarán.
Un estudio de vaginismo en mujeres en Marruecos y Suecia encontró una prevalencia del 6%. Entre el 18 y 20% de las mujeres en Reino Unido y Australia habían manifestado dispareunia (dolor en el coito).
Un estudio de 1990 con personas que estaban en terapia sexual encontró casos de vaginismo entre en un 12 y 17%, mientras que un estudio en 1994 por el National Health and Sexual Life Survey reportó que entre un 10 y 15% de las mujeres habían experimentado dolor durante las relaciones sexuales en los últimos seis meses. 
Un estudio más reciente estima un rango de incidencia de entre el 5 y el 47% de mujeres que se encuentran en terapia sexual o presentan problemas sexuales, con diferentes significantes entre culturas. Parece que las expectaciones de la población acerca de la sexualidad de una persona puede tener un gran impacto respecto a esta condición.